# GFW 글로벌 챔피언십
GFW 글로벌 챔피언십(GFW Global Championship)은 GFW에 존재하던 타이틀이다.

## 역사
2015년 7월 24일, 8월 21일 , 10월 23일에 진행될 앰프드 녹화를 통해 토너먼트를 진행하여, 초대 챔피언이 탄생했는데 임팩트 레슬링과의 합병 후 임팩트 레슬링에서 방어전이 치러지게 된다.

## 역대 챔피언
- 닉 앨디스 (초대 챔피언)
- 알베르토 엘 파트론 (마지막 챔피언)

## 같이 보기
- WWE 챔피언십
- WWE 유니버셜 챔피언십
- 월드 헤비웨이트 챔피언십 (WWE, 2023)
- 월드 헤비웨이트 챔피언십 (WWE, 2002~2013)
- WWE NXT 챔피언십
- WCW 월드 헤비웨이트 챔피언십
- AEW 월드 챔피언십
- ECW 월드 헤비웨이트 챔피언십
- RoH 월드 헤비웨이트 챔피언십
- TNA 월드 챔피언십